# Corey White
Corey White (Dunwoody, 9 maggio 1990) è un giocatore di football americano statunitense che gioca nel ruolo di Safety per i Buffalo Bills della National Football League (NFL). Fu scelto nel corso del quinto giro (162º assoluto) del Draft NFL 2012 dai New Orleans Saints. Al college ha giocato a football alla Samford University.

## Carriera professionistica

### New Orleans Saints
Dopo una solida prestazione all'annuale NFL Scouting Combine, il 28 aprile 2012 White fu scelto nel corso del quinto giro del Draft 2012 dai New Orleans Saints. Nella sua stagione da rookie disputò 10 partite, 4 delle quali come titolare, mettendo a segno 31 tackle e un intercetto nella gara della settimana 10 contro gli Atlanta Falcons.
Il 13 marzo 2015, White fu svincolato dai Saints.

### Dallas Cowboys
Il 15 marzo 2015, White fu selezionato dalla lista degli svincolati dai Dallas Cowboys.

## Statistiche
| Partite totali      | 41  |
| Partite da titolare | 19  |
| Tackle              | 125 |
| Sack                | 1,0 |
| Intercetti          | 4   |
| Fumble forzati      | 2   |

Statistiche aggiornate alla stagione 2014